# Gambie aux Jeux olympiques d'été de 2020
La Gambie participe aux Jeux olympiques de 2020 à Tokyo au Japon. Il s'agit de sa 10e participation à des Jeux d'été.

## Athlètes engagés
| Sport      | Hommes | Femmes | Total |
| ---------- | ------ | ------ | ----- |
| Athlétisme | 1      | 1      | 2     |
| Judo       | 1      | 0      | 1     |
| Natation   | 1      | 0      | 1     |
| Total      | 3      | 1      | 4     |

## Résultats

### Athlétisme
Comme en 2016, la sprinteuse Gina Bass décroche sa qualification en réalisant les minima lors des Jeux africains de Rabat en 2019 sur 100 m et sur 200 m à Dakar en 2021.
Ebrima Camara bénéficie lui d'une place au nom de l'universalité des Jeux.
| Athlète       | Épreuve       | 1er tour   | 1er tour | Demi-finale | Demi-finale | Finale   | Finale   |
| Athlète       | Épreuve       | Temps      | Rang     | Temps       | Rang        | Temps    | Rang     |
| ------------- | ------------- | ---------- | -------- | ----------- | ----------- | -------- | -------- |
| Ebrima Camara | 100 m         | 10 s 33    | 6e       | Éliminé     | Éliminé     | Éliminé  | Éliminé  |
| Gina Bass     | 100 m féminin | 11 s 12 NR | 4e       | 11 s 16     | 6e          | Éliminée | Éliminée |
| Gina Bass     | 200 m féminin | 22 s 74    | 2e       | 22 s 67     | 4e          | Éliminée | Éliminée |

### Judo
La Fédération ne distribue pas de ticket de qualifications aux championnats continentaux ou mondiaux mais c'est le classement établi au 21 juin qui permettra de sélectionner les athlètes (18 premiers automatiquement, le reste en fonction des quotas de nationalité).
Chez les hommes, Faye Njie (-73 kg), classé 44e, est repêchée via l'attribution du quota continental africain.
| Athlète   | Compétition           | 1er tour                   | 2e tour             | Quart de finale     | Demi-finale         | Repêchage           | Finale              | Rang    |
| Athlète   | Compétition           | Adversaire Résultat        | Adversaire Résultat | Adversaire Résultat | Adversaire Résultat | Adversaire Résultat | Adversaire Résultat | Rang    |
| --------- | --------------------- | -------------------------- | ------------------- | ------------------- | ------------------- | ------------------- | ------------------- | ------- |
| Faye Njie | Moins de 73 kg hommes | Makhmadbekov Défaite 00-10 | Éliminé             | Éliminé             | Éliminé             | Éliminé             | Éliminé             | Éliminé |

### Natation
Le comité bénéficie de place attribuée au nom de l'universalité des Jeux.
| Athlète      | Épreuve                  | Séries  | Séries | Demi-finales | Demi-finales | Finale  | Finale  |
| Athlète      | Épreuve                  | Temps   | Rang   | Temps        | Rang         | Temps   | Rang    |
| ------------ | ------------------------ | ------- | ------ | ------------ | ------------ | ------- | ------- |
| Ebrima Buaro | 50 m nage libre masculin | 27 s 44 | 66e    | Éliminé      | Éliminé      | Éliminé | Éliminé |